# Eunidia minimoides
Eunidia minimoides là một loài bọ cánh cứng trong họ Cerambycidae.